# رودخانه آلباخ
رودخانه آلباخ (به آلمانی: Aalbach) یک رود در آلمان است که در بادن-وورتمبرگ واقع شده‌است.